# María Rostworowski

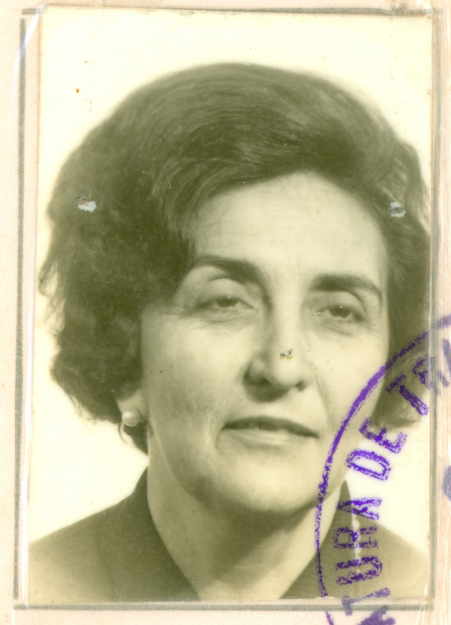
María Rostworowski (Bild von der spanischen Fahrerlaubnis)

María Rostworowski Tovar de Diez Canseco (* 8. August 1915 in Lima; † 6. März 2016 ebenda) war eine peruanische Historikerin, die vor allem über die Andenzivilisationen und die Geschichte der Inka forschte.

## Leben
María Rostworowski Tovar wurde 1915 als Tochter des nach Peru eingewanderten polnischen Aristokraten Jan Jacek Rostworowski und der aus Puno stammenden Rita Tovar del Valle im Distrikt Barranco von Lima geboren. Ihr Großvater Agustín Tovar Aguilar war Vorsitzender des Senats und ihr Onkel Karol Hubert Rostworowski Dramatiker aus der Krakauer Gegend. Als María fünf Jahre alt war, musste die Familie – dem Willen des Vaters folgend – nach Frankreich ziehen, wo María eine traditionelle Erziehung auf einem Landgut nahe der Côte d’Azur erfuhr. Sie erlebte dort eine einsame Kindheit. Mit 13 Jahren wurde sie auf eigenen Wunsch in das Mädcheninternat Roedean in Sussex (England) geschickt, wo sie weiterhin einsam war und sich so umso mehr in die Buchlektüre vertiefte. Sie wurde jedoch von ihrem Vater nach Polen geholt, wo sie sich in Warschau auf einem Ball in Zygmunt Broel-Plater, einen polnischen Aristokraten, verliebte und, wie sie sagte, ihn deshalb heiratete, weil er gut sang und tanzte. Aus dieser Ehe ging ihre Tochter Krystyna Broel-Plater Rostworowski hervor, doch wurde die Ehe geschieden.
1935 kehrte María nach Peru zurück, wo sie ihren zweiten Ehemann Alejandro Diez Canseco traf. In der noch traditionell geprägten Gesellschaft in Lima löste die Wiederverheiratung der geschiedenen María einen Skandal aus. Sie begann, die Geschichte des Landes vor der Kolonialzeit zu studieren. Ihre kinderlose zweite Ehe endete mit Diez Cansecos Tod 1961. Danach gab sie zunächst ihre Studien auf und zog in den Urwald, um in einem Krankenhaus, das von Max Kuczynski geleitet wurde, als Krankenschwester Leprakranke zu pflegen. Die erste Regierung von Fernando Belaúnde Terry, der wie der verstorbene Diez Canseco der Acción Popular angehörte, bestimmte sie zur Kulturassistentin in der peruanischen Botschaft in Spanien.
Rostworowski studierte an der Universidad Nacional Mayor de San Marcos (UNMSM) in Lima bei dem Historiker Raúl Porras Barrenechea und dem nordamerikanischen Anthropologen John Murra; daneben auch bei Julio Tello, Luis Valcárcel und Luis Jaime Cisneros. Sie arbeitete im „Institut für peruanische Studien“ (Instituto de Estudios Peruanos, IEP), wo viele ihrer Veröffentlichungen herauskamen. Eines der am meisten gelesenen Geschichtsbücher Perus ist das hier erschienene Historia del Tahuantinsuyo („Geschichte des Inkareiches“). Ihre erste Monographie war allerdings das 1953 herausgekommene Pachacútec Inca Yupanqui, in dem sie die Bedeutung der Inka-Regierung beim Aufbau des Inkareiches hervorhebt. Daneben forschte sie auch über vorkolumbische Gesellschaften der peruanischen Küste, worüber es bis dahin nur wenige Arbeiten gegeben hatte. 1983 schrieb Rostworowski ihr nach eigener Einschätzung wichtigstes Werk Estructuras andinas del poder: ideología religiosa y política („Machtstrukturen in den Anden: religiöse und politische Ideologie“). Weitere Forschungsthemen waren historische Frauenforschung (La mujer en la época prehispánica, 1986) und die Christianisierung vorkolumbischer Kulte (Pachacamac y el Señor de los Milagros: una trayectoria milenaria, 1992).
1979 wurde sie Mitglied und später stellvertretende Vorsitzende der Nationalen Akademie für Geschichte (Academia Nacional de Historia). Darüber hinaus war sie Mitglied der Königlichen Spanischen Akademie für Geschichte (Real Academia de la Historia) und der Nationalen Argentinischen Akademie für Geschichte (Academia Nacional de la Historia). Sie arbeitete mit im Institut Raúl Porras Barrenechea in Lima und im Institut für Andine Studien (Institute of Andean Studies in Berkeley) in Kalifornien. In der Geographischen Gesellschaft von Lima (La Sociedad Geográfica de Lima) war sie Ehrenmitglied. Sie war Vorsitzende des Peruanischen Vereins für Ethnische Geschichte (Asociación Peruana de Etnohistoria), der 1979 in Lima von Fernando Silva Santisteban gegründet wurde. Für ihre Forschungsprojekte erhielt sie Stipendien der Wenner-Gren-Stiftung, Ford-Stiftung, Guggenheim-Stiftung, Volkswagen-Stiftung, Fomciencias und Concytec.
Von 1975 bis 1980 war sie Direktorin des Nationalen Historischen Museums (Museo Nacional de Historia). 1969 arbeitete sie für die peruanische Zeitung Correo, die damals von Roberto Ramírez del Villar geleitet wurde. Von 1973 bis 1974 hatte sie eine Forschungsstelle am Peruanischen Kulturmuseum (Museo de la Cultura Peruana).
María Rostworowski starb am 6. März 2016 im Alter von 100 Jahren.